# 保田尭之
保田 尭之（やすだ たかゆき、1989年7月15日 - ）は日本のバスケットボール指導者である。大阪府出身。

## 経歴
1989年大阪府に生まれる。関西外国語大学を経て2013-2014シーズン、和歌山トライアンズのアシスタントコーチをつとめる。
2014-2016にかけてNBL時代の熊本ヴォルターズにてアシスタントコーチをつとめる。
2015年7月、スペインのCampus Xaraizで9日間コーチをつとめた。
Bリーグ初年度の2016-2017シーズン、熊本のヘッドコーチに就任。2017-2018シーズンのB1入替戦進出・2018-2019シーズンの西地区優勝を達成したが、群馬クレインサンダーズとのプレーオフセミファイナル、および島根スサノオマジックとの3位決定戦にはいずれも敗れ、B1昇格を果たすことは叶わなかった。
2019年6月1日、B3リーグの佐賀バルーナーズのアシスタントコーチに就任。佐賀のB2昇格に貢献する。
2021年5月18日、滋賀レイクスターズ（現滋賀レイクス）のアシスタントコーチに就任。
2022年6月27日、ワールドカップスペイン代表チームに帯同（～7/3）。
同年11月16日、ルイス・ギルの契約解除に伴いヘッドコーチを代行。
2023年1月26日、契約解除。
同年6月5日、愛媛オレンジバイキングスのGM兼ヘッドコーチに就任した。
2025年2月7日、「チーム現場におけるコーチとしての職責に専念したい」として、GMを退任。同年6月30日をもって複数年契約を破棄し、へッドコーチ職も解任された。